# Toyota Granvia
El Toyota Granvia es un gran monovolumen producido por el fabricante japonés Toyota desde 1995 hasta el presente. Está disponible con 6 o 7 asientos. Su motor tiene 2982 cc y desarrolla una potencia máxima de 130 CV a 3600 rpm. La transmisión es automática con 4 velocidades.
Las ventas del modelo comenzaron en Japón en 1995 y se ha vendido tanto en Europa, como en Australia y diferentes destinos de Asia, incluyendo Hong Kong. 
El modelo se ha comercializado tanto con motores diésel, como gasolina y con tracción a las 2 o 4 ruedas.